# The Caprices of Kitty
The Caprices of Kitty er en amerikansk stumfilm fra 1915 af Phillips Smalley.

## Medvirkende
- Elsie Janis som Katherine Bradley
- Courtenay Foote som Gerald Cameron
- Herbert Standing som Kittys formynder
- Vera Lewis som Miss Smyth
- Martha Mattox som Miss Rawlins